# Оскар Кортес
Оскар Кортес (ісп. Óscar Cortés, нар. 19 жовтня 1968, Богота) — колумбійський футболіст, що грав на позиції захисника за клуб «Мільйонаріос» та національну збірну Колумбії.

## Клубна кар'єра
У дорослому футболі дебютував 1990 року виступами за команду «Мільйонаріос». Захищав кольори цієї команди протягом усієї ігрової кар'єри, що тривала до 2003 року.

## Виступи за збірну
1993 року дебютував в офіційних матчах у складі національної збірної Колумбії.
У складі збірної був учасником розіграшу Кубка Америки 1993 року в Еквадорі, на якому команда здобула бронзові нагороди, та чемпіонату світу 1994 року в США. На обох турнірах був резервним захисником колумбійців.
Загалом протягом дворічної кар'єри в національній команді провів у її формі 3 матчі.

## Титули і досягнення
- Бронзовий призер Кубка Америки: 1993